# Белу-Оризонти
Бе́лу-Оризо́нти (порт. Belo Horizonte) — город и муниципалитет на юго-востоке Бразилии, столица штата Минас-Жерайс. Название переводится с португальского как «красивый горизонт». Второй (после Терезины) бразильский город, построенный по плану.
Составная часть мезорегиона Агломерация Белу-Оризонти. Находится в составе крупной городской агломерации Белу-Оризонти. Входит в экономико-статистический микрорегион Белу-Оризонти. Занимает площадь 330,954 км².

## История
Череп и челюсть, найденные близ Белу-Оризонти в пещере Лапа-ду-Санто в Лагоа Санта (Lagoa Santa), датируются возрастом 9,1—9,4 тыс. лет до настоящего времени, сама же пещера была населена ещё 11,7—12,7 тыс. лет до настоящего времени (калиброванная дата).
До европейской колонизации территория сегодняшнего Белу-Оризонти была населена индейскими племенами же, занимавшимися охотой и собирательством. Первыми белыми, посетившими её, стали в конце XVII века бандейранты из Сан-Паулу, проникшие сюда в поисках золота.
В 1701 году золотоискатель Жуан Лейти да Силва Ортис, привлечённый красотой места и благоприятным климатом, основал здесь скотоводческую ферму Куррал-дел-Рей. Ферма развивалась очень успешно, что привлекло в район других белых переселенцев, в основном из долины реки Сан-Франсиску.
Тихий, сельский посёлок медленно рос без особых потрясений вплоть до 1893 года, когда правительство штата Минас-Жерайс из-за политической борьбы между различными регионами, грозившей привести к распаду штата, решило перенести его столицу из Ору-Прету в новый, специально для этой цели выстроенный город. После длительного обсуждения, благодаря мягкому климату и удобному географическому расположению в качестве места строительства был выбран Куррал-дел-Рей. Изначально планируемая столица называлась просто Сидади-ди-Минас (порт. Cidade de Minas), то есть «город Минаса». Архитектор Арау Рейс, к тому времени уже прославившийся разработкой плана строительства города Терезина, был приглашён для создания плана застройки города, ставшего вторым в Бразилии, построенным в соответствии с заранее разработанной схемой. Переезд органов власти произошёл 12 декабря 1897 года, что и считается формальной датой основания города (хотя многие запланированные здания и улицы к тому времени не только не были построены, но и даже не начали строиться).
В 1906 году Сидади-ди-Минас был переименован в Белу-Оризонти. Примерно в то же время начался устойчивый рост как городской экономики, так и численности его населения, продолжающийся вплоть до наших дней. Стремительно увеличивающееся число горожан быстро превысило резервы роста, заложенные Рейсом в его схему городского развития. В 1940-х годах знаменитым архитектором Оскаром Нимейером в сотрудничестве с мэром города (и будущим президентом страны) Жуселину Кубичеком был создан новый план развития города, считающийся одним из самых удачных градостроительных проектов XX века.

## География и климат

### Географические сведения
Белу-Оризонте расположен на Атлантическом плато Бразильского плоскогорья, на высоте чуть меньше километра над уровнем моря, в природном регионе Серрадо. С юга город ограничен горным хребтом Серра-ду-Эспиньясу. Протекающая через городскую территорию река Рибейро-Аррудас страдает от сильного загрязнения канализационными и промышленными стоками, а также сброса в неё бытовых отходов.

### Климат
Город лежит на границе тропической саванной и субтропической океанической климатических зон (по классификации Кёппена Aw и Cwa соответственно). Лето жаркое и дождливое, зима тёплая и сухая. Благодаря почти километровой высоте над уровнем моря Белу-Оризонти в значительной мере избавлен от духоты, обычно свойственной данным типам климата, что делает его весьма комфортным для человека.
| Показатель                    | Янв.  | Фев.  | Март  | Апр. | Май  | Июнь | Июль | Авг. | Сен. | Окт.  | Нояб. | Дек.  | Год    |
| ----------------------------- | ----- | ----- | ----- | ---- | ---- | ---- | ---- | ---- | ---- | ----- | ----- | ----- | ------ |
| Абсолютный максимум, °C       | 35,3  | 35,2  | 35,2  | 32,8 | 32,9 | 30,0 | 32,0 | 34,0 | 36,1 | 36,9  | 36,2  | 35,5  | 36,9   |
| Средний суточный максимум, °C | 28,2  | 28,8  | 28,6  | 27,5 | 26,0 | 25,0 | 24,6 | 26,5 | 27,2 | 27,7  | 27,5  | 27,3  | 27,1   |
| Средняя температура, °C       | 22,8  | 23,0  | 22,9  | 21,7 | 19,6 | 18,5 | 18,0 | 19,7 | 21,1 | 21,7  | 22,2  | 22,2  | 21,1   |
| Средний суточный минимум, °C  | 18,8  | 19,0  | 18,8  | 17,3 | 15,0 | 13,4 | 13,1 | 14,4 | 16,2 | 17,5  | 18,2  | 18,4  | 16,7   |
| Абсолютный минимум, °C        | 12,5  | 12,8  | 11,7  | 6,4  | 5,0  | 2,4  | 2,2  | 5,8  | 5,0  | 9,2   | 11,4  | 12,8  | 2,2    |
| Норма осадков, мм             | 296,3 | 188,4 | 163,5 | 61,2 | 27,8 | 14,1 | 15,7 | 13,7 | 40,5 | 123,1 | 227,6 | 319,4 | 1491,3 |
| Источник: INMET WMO           |       |       |       |      |      |      |      |      |      |       |       |       |        |

## Население
По данным Бразильского института географии и статистики, население города в 2013 году составило 2,48 млн человек, агломерации — более 5,2 млн (5-е и 3-е места по стране соответственно).
Расовый состав населения:
- белые — 46,7 %
- парду — 41,9 %
- негры — 10,2 %
- азиаты — 1,1 %

Около 30 % горожан составляют потомки выходцев из Италии. За ними следуют горожане португальского, немецкого, испанского и левантийского происхождения. Примерно 70 % жителей — католики, 20 % — протестанты, атеистов около 8 %.
Уровень преступности в Белу-Оризонти средний по меркам крупных городов Бразилии (то есть весьма высокий по меркам России или ЕС), но большая часть преступлений совершается в фавелах.

## Экономика
Белу-Оризонти обладает современной, высокоразвитой экономикой, основу которой (около 80 %) составляет сфера услуг, в особенности:
- информационные технологии (в городе размещено бразильское представительство Google[9])
- биотехнологии
- мода
- деловой туризм
- ювелирное дело (Белу-Оризонти считается столицей бразильских ювелиров)[источник не указан 1925 дней]

Промышленность по-прежнему играет важную роль в городской экономике, в первую очередь это относится к чёрной металлургии. Кроме того, развиты машиностроение, лёгкая и пищевая промышленность, фармакология, производство мебели и строительных материалов, химическая промышленность (в особенности производство биодизеля).
В Белу-Оризонти размещены штаб-квартиры таких крупных бразильских металлургических компаний, как «Açominas», «Узиминас» («Usiminas») и «Belgo-Mineira».
В прилегающих к городу районах разрабатываются месторождения золота, железных и марганцевых руд, драгоценных камней.
На проспекте Амазонас построено несколько кампусов Федерального центра технического образования Минас-Жерайс — одного из ведущих бразильских учебных заведений в сфере технологий. Также здесь находится штаб-квартира Университета штата Минас-Жерайс и Папский католический университет Минас-Жерайс.

## Транспорт
Международный аэропорт Танкреду Невес (IATA: CNF, ICAO: SBCF) расположен в 30 километрах от центра города в муниципалитете Конфинс, пассажирооборот более 10 млн человек в год (2013). Регулярные пассажирские рейсы выполняются во все основные города Бразилии, а также в Буэнос-Айрес, Майами, Панаму и Лиссабон.
В районе Пампулья к северу от центра находится международный аэропорт Карлос Друммонд де Андраде. С 2005 года он обслуживает в основном местные рейсы.
В Белу-Оризонти пересекаются три федеральных шоссе: BR-40 (Бразилиа — Рио-де-Жанейро), BR-262 (Витория — Корумба) и BR-381 (Белу-Оризонти — Сан-Паулу).
В Белу-Оризонти действует метрополитен (1 наземная линия, 19 станций, 28 километров) и множество автобусных маршрутов.

## Культура
В Белу-Оризонти было основано несколько популярнейших бразильских рок-групп, среди которых Jota Quest, Nailbomb, Overdose, Sepultura, Sarcófago.
В 60 километрах от Белу-Оризонти находится крупнейший в Южной Америке парк-музей современного искусства Иньотим, входящий в территорию микрорегиона Белу-Оризонти. На территории парка-музея под открытым небом размещены скульптуры и инсталляции Яёи Кусамы, Криса Бурдена, Элио Ойтисики, Силду Мейрелиша, Чжан Хуаня, Дуга Эйткена, Дэна Грэма, Тунги, Джузеппе Пеноне, Пола Маккарти, Хорхе Макки и других художников. Помимо выставочной площадки, парк Иньотим одновременно является полноценным ботаническим садом. В 2012 году арт-парк посетили около 400 тыс. посетителей.

## Спорт
В Белу-Оризонти на стадионе Минейран в рамках чемпионата мира по футболу 2014 г. состоялось шесть матчей: четыре игры группового этапа, одна игра 1/8 финала, а также один полуфинал.
В городе базируются две самых популярных футбольных команды штата: Атлетико Минейро и Крузейро.

## Статистика
- Валовой внутренний продукт на 2005 год составляет 28 386 694 миллионов реалов (данные: Бразильский институт географии и статистики).
- Валовой внутренний продукт на душу населения на 2005 год составляет 11 951,00 реалов (данные: Бразильский институт географии и статистики).
- Индекс развития человеческого потенциала на 2000 год составляет 0,839 (данные: Программа развития ООН).

## Города-побратимы
| - Луанда, Ангола (1968) - Захле, Ливан (1974) - Гранада, Испания (1975) - Порту, Португалия (1986) - Минск, Беларусь (1987) - Гавана, Куба (1995) - Нанкин, КНР (1996) - Вифлеем, Государство Палестина (2001) | - Хомс, Сирия (2001) - Масая, Никарагуа (2002) - Триполи, Ливия (2003) - Форт-Лодердейл, Флорида, США (2003) - Тегусигальпа, Гондурас (2004) - Куэнка, Эквадор (2004) - Калькутта, Индия (2009) - Ньюарк, Нью-Джерси, США (2006) |

## Галерея
- Белу-Оризонти
- Собор Богоматери Доброго пути
- Городской парк
- Музей искусств в Пампулье
- Площадь 7
- Здание префектуры
- Авеню Афонсу Пены
- Авеню Амазонас
- Улица Баия
- Панорама Белу-Оризонти
- Церковь св. Франциска Ассизского в Пампулье
- Вокзальная площадь
- Виадук Санта-Тереза
- Велосипедная дорожка